# Dolus-le-Sec
Dolus-le-Sec è un comune francese di 706 abitanti situato nel dipartimento dell'Indre e Loira nella regione del Centro-Valle della Loira.

## Società

### Evoluzione demografica
Abitanti censiti